# 4651 Wongkwancheng
4651 Wongkwancheng è un asteroide della fascia principale. Scoperto nel 1957, presenta un'orbita caratterizzata da un semiasse maggiore pari a 2,8462042 UA e da un'eccentricità di 0,0622901, inclinata di 1,72379° rispetto all'eclittica.